# Doha
Doha (arabiska: الدَّوْحَة, al-Dawha eller ad-Dawha) är huvudstaden i Qatar. Folkmängden i kommunen uppgick till cirka 800 000 invånare vid folkräkningen 2010, med ungefär lika många invånare boende i de omgivande kommunerna, med förorter såsom al-Rayyan, al-Khur och al-Wakra. Cirka 77 % av befolkningen i Dohas kommunen är män.
Stora industrier i staden är petroleum och fiske. Nära Doha ligger Education City, ett område ägnat åt forskning och utbildning. Stadens flygplats är Hamads internationella flygplats, som är huvudflygplats och nav för Qatar Airways.
Staden grundades 1850 under namnet al-Bida. Fortet al-Wajbah i sydvästra Doha byggdes 1882 av al-Rayyan, och ett slag mot Osmanska riket leddes här av Sheikh Qassim 1883. Ett nytt fort, al-Kut (قلعة الكوت, Qalat al-Kut), byggdes nära stadens centrum 1927 av Abdullah bin Jassim Al Thani.
Staden blev huvudstad i det brittiska protektoratet Qatar 1916, och förblev huvudstad då Qatar 1971 blev självständigt.
Världshandelsorganisationen (WTO) höll i november 2001 en ministerkonferens i Doha om TRIPS-avtalet. Den 14 november 2001 antogs "Doha-deklarationen".
2006 års  Asiatiska spel gick av stapeln i Doha.
IPCC:s 18:e klimatkonferens (COP18) hölls i Doha 26 november-7 december 2012.
Doha var värd för cykel-VM 2016 och för världsmästerskapen i friidrott 2019 samt för världsmästerskapet i fotboll 2022.
Staden är hem för Qatar University och ett campus för HEC Paris.